# HD 211575
HD 211575 är en ensam stjärna belägen i den norra delen av stjärnbilden Vattumannen mellan "Gamma Aquarii", "Pi Aquarii" och "Sadalmelik". Den har en skenbar magnitud av ca 6,40 och är mycket svagt synlig för blotta ögat där ljusföroreningar ej förekommer. Baserat på parallaxmätning inom Hipparcosuppdraget på ca 24,1 mas, beräknas den befinna sig på ett avstånd på ca 135 ljusår (ca 41 parsek) från solen. Den rör sig bort från solen med en heliocentrisk radialhastighet på ca 15 km/s. och ingår i kronan i rörelsegruppen Ursa Major.

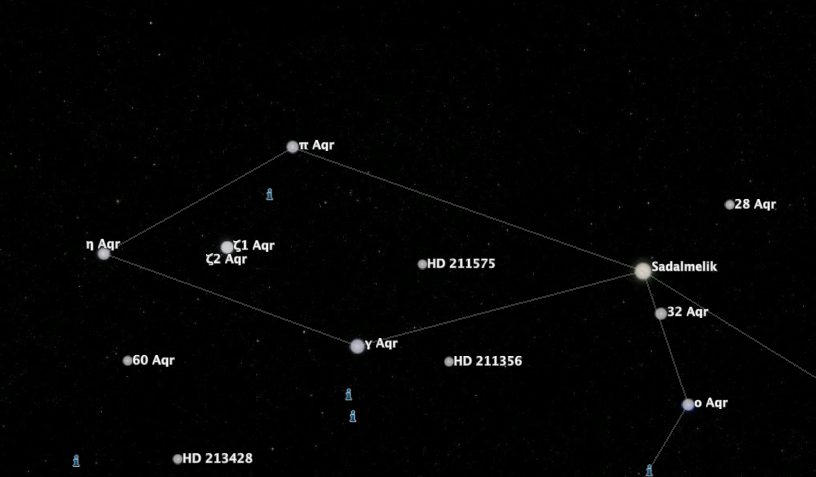
Regionen kring HD 211575

## Egenskaper
HD 211575 är en gul till vit stjärna i huvudserien av spektralklass F3 V. Den har en massa som är ca 1,3 solmassor, en radie som är ca 1,6 solradier och har ca 4,3 gånger solens utstrålning av energi från dess fotosfär vid en effektiv temperatur av ca 6 600 K.